# Ácido graxo
Ácidos graxos (português brasileiro) ou ácidos gordos (português europeu)  são ácidos carboxílicos com cadeias hidrocarbonadas de comprimento variando de 4 a 36 carbonos. Estes compostos podem variar entre aqueles que apresentam insaturações na sua longa cadeia carbônica, isto é, uma ou mais ligações duplas, e ácidos graxos sem nenhuma insaturação (desprovido de ligações C=C). Com base nisso, os ácidos graxos podem ser classificados quanto a comprimento da cadeia carbônica, onde é estabelecido uma nomenclatura convencional; e quanto ao número de insaturações, podendo variar entre saturados, insaturados e poliinsaturados. Também podem apresentar cadeias ramificadas ou estruturas em anel, como a prostaglandina.
Quanto ao seu papel orgânico ou metabólico, desempenham importantes funções na estrutura das membranas celulares e nos processos metabólicos. Um exemplo que pode ser citado são os ácidos os ácidos linoléico (18:2n-6, AL) e alfa-linolênico (18:3n-3, AAL). Estes ácido  em humanos são necessários para manter sob condições normais, as membranas celulares, as funções cerebrais e a transmissão de impulsos nervosos. Também é demonstrado que ácidos graxos desenham papel importante no leite materno, onde a qualidade dos lipídeos na dieta influência diretamente no perfil de ácidos graxos do leite secretado. Por isso, uma dieta rica em carboidratos irá favorecer a síntese endógena dos ácidos graxos de cadeia curta e média e uma dieta rica em ácidos graxos poliinsaturados vai determinar maiores níveis destes no leite secretado.
Na digestão, os ácidos graxos sofrem emulsificação no duodeno assim como outros lipídios. Após a formação de micelas pela interação dos lipídios com sais biliares, formadas por triacilgliceróis, ésteres de colesterol e fosfolipídeos, que são digeridos com ajuda da lipase e colipase, respectivamente, os lipídios digeridos entram passivamente nos enterócitos. Os ácidos graxos de cadeia curta são transportados no sangue ligados à albumina. A absorção dos ácidos graxos polinsaturados para dentro dos enterócitos é facilitada por uma “proteína ligante de ácidos graxos” (FABP).
O grau de insaturação e o comprimento da cadeia hidrocarbonada determinam significativamente as propriedades físicas dos ácidos graxos, tais como solubilidade e ponto de fusão. Dessa forma, por exemplo, quanto maior a cadeia carbônica e menor as ligações insaturadas, menor o potencial solúvel do ácido graxo em água. Em geral a solubilidade do ácido graxo em água é pequena, e essa pouca solubilidade é favorecida pela componente polar do ácido graxo (o grupo carboxílico).
Em geral, as aplicações industriais dos ácidos graxos variam devido sua diversidade estrutural. Por isso, os ácidos graxos são amplamente usados como matéria-prima para aplicações alimentícias e na indústria de oleoquímicos para a fabricação de sabões, detergentes, lubrificantes, revestimentos e cosméticos, entre outros produtos especiais.

## Propriedades
Os ácidos graxos são caracterizados principalmente pela sua estrutura geral que apresenta uma parte polar – contendo ácido carboxílico terminal –, e outra parte apolar, também chamada de hidrofóbica, formada por uma cadeia extensa de hidrocarbonetos.
A parte polar (hidrofílica) facilmente interage com a água devido a natureza anfipática dos ácidos graxos. No entanto devido o comprimento da cadeia cabônica, a parte apolar (hidrofóbica) é predominante, influenciando diretamente na baixa solubilidade do composto.
Insaturações

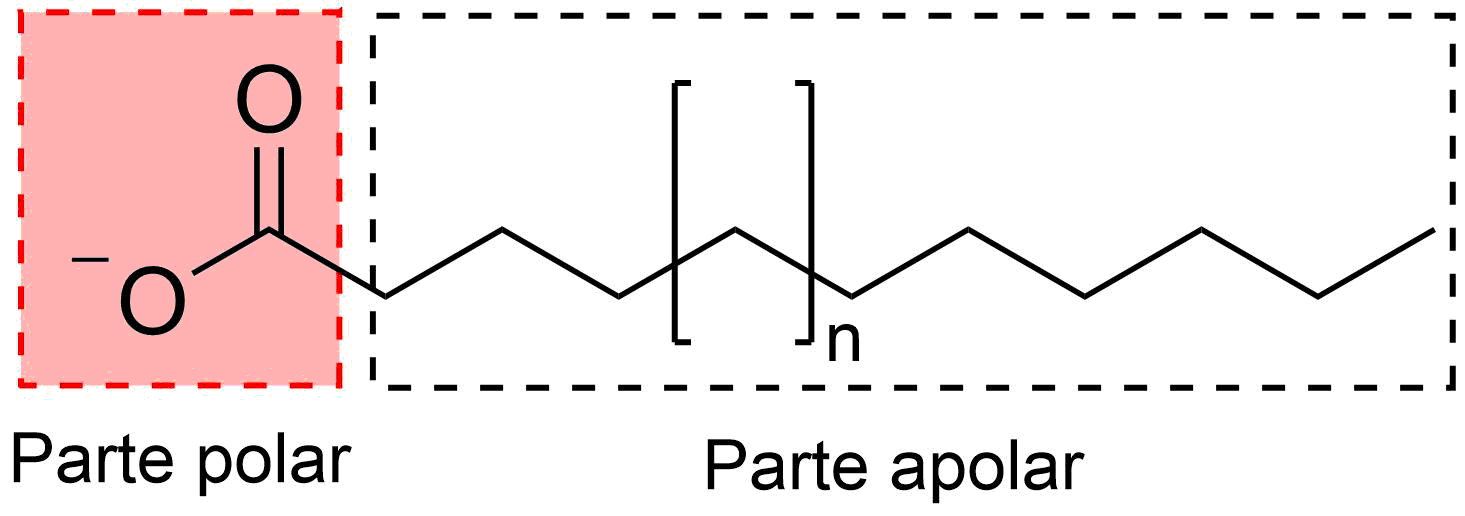
Esquema geral das partes polar e apolar de um ácidos graxo

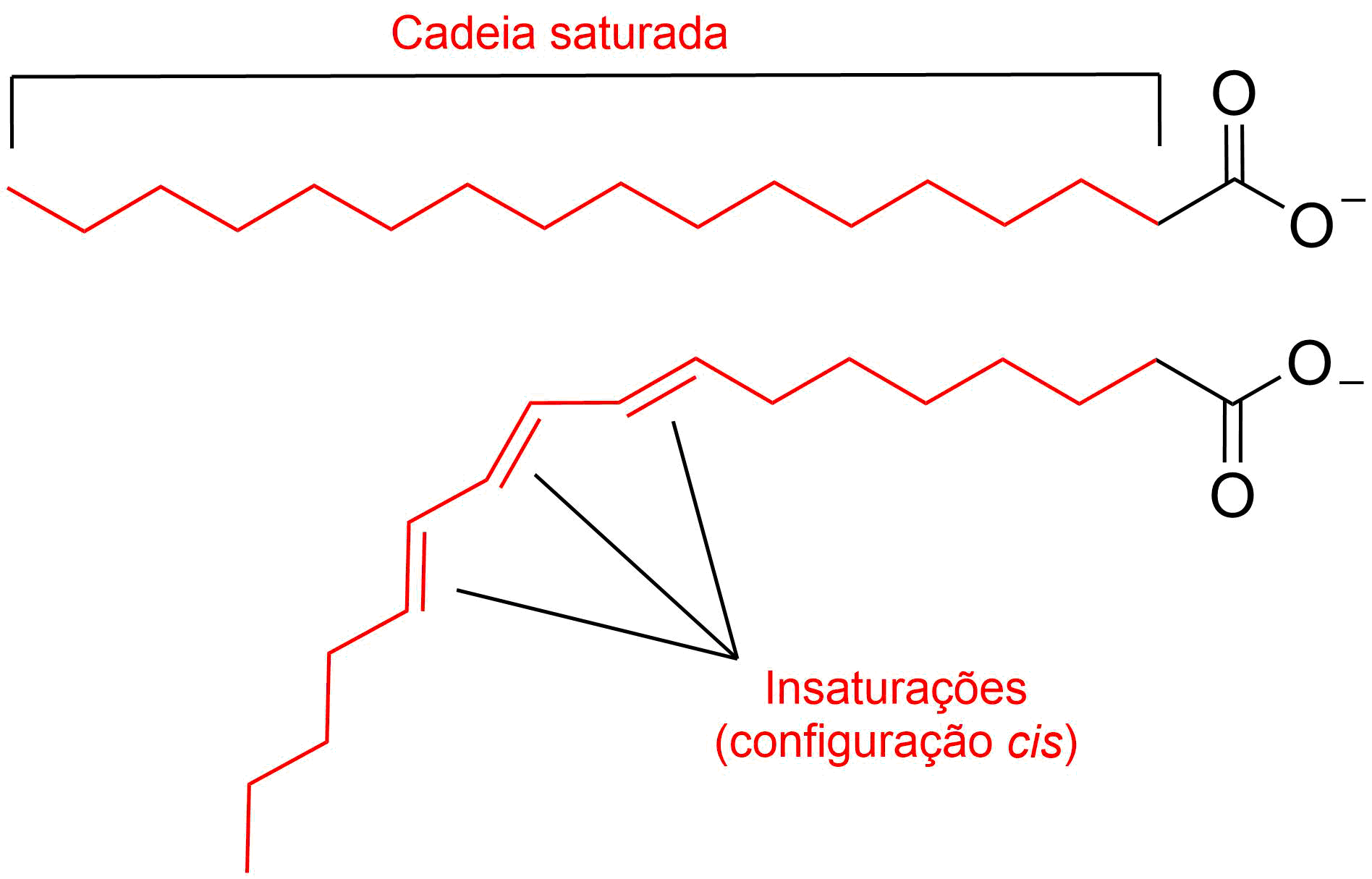
Efeito das insaturações nos ácidos graxos

As insaturações que podem aparecer na cadeia do ácido graxo modificam a configuração da molécula. Por isso, quase sempre os ácidos graxos que apresentam nenhuma insaturação (ligação duplas) apresentam uma configuração sem deformação. Logo, a configuração mais estável é aquela mais estendida, onde o impedimento estérico dos átomos vizinhos é minimizado, dando uma conformação mais compacta com outras moléculas de ácidos graxos. Ao apresentar insaturações, a molécula tende a apresentar deformações, ou melhor, torções ao longo da cadeia devido uma ligação dupla cis que força uma dobra na cadeia hidrocarbonada.
A nomenclatura dos ácidos graxos pode apresentar duas convenções comumente usadas
Convenção I  - A nomenclatura-padrão designa o número 1 para o carbono da carboxila (C-1) e a letra a para o carbono ligado a ele. Cada segmento linear em ziguezague representa uma ligação simples entre carbonos adjacentes. As posições de quaisquer ligações duplas são indicadas pelo D, seguido de um número sobrescrito que indica o carbono de número mais baixo na ligação dupla.
Convenção II - Para ácidos graxos poli-insaturados, uma convenção alternativa numera os carbonos na direção oposta, designando o número 1 ao carbono da metila na outra extremidade da cadeia; este carbono também é designado ω (ômega; a última letra do alfabeto grego). As posições das ligações duplas são indicadas em relação ao carbono ω.

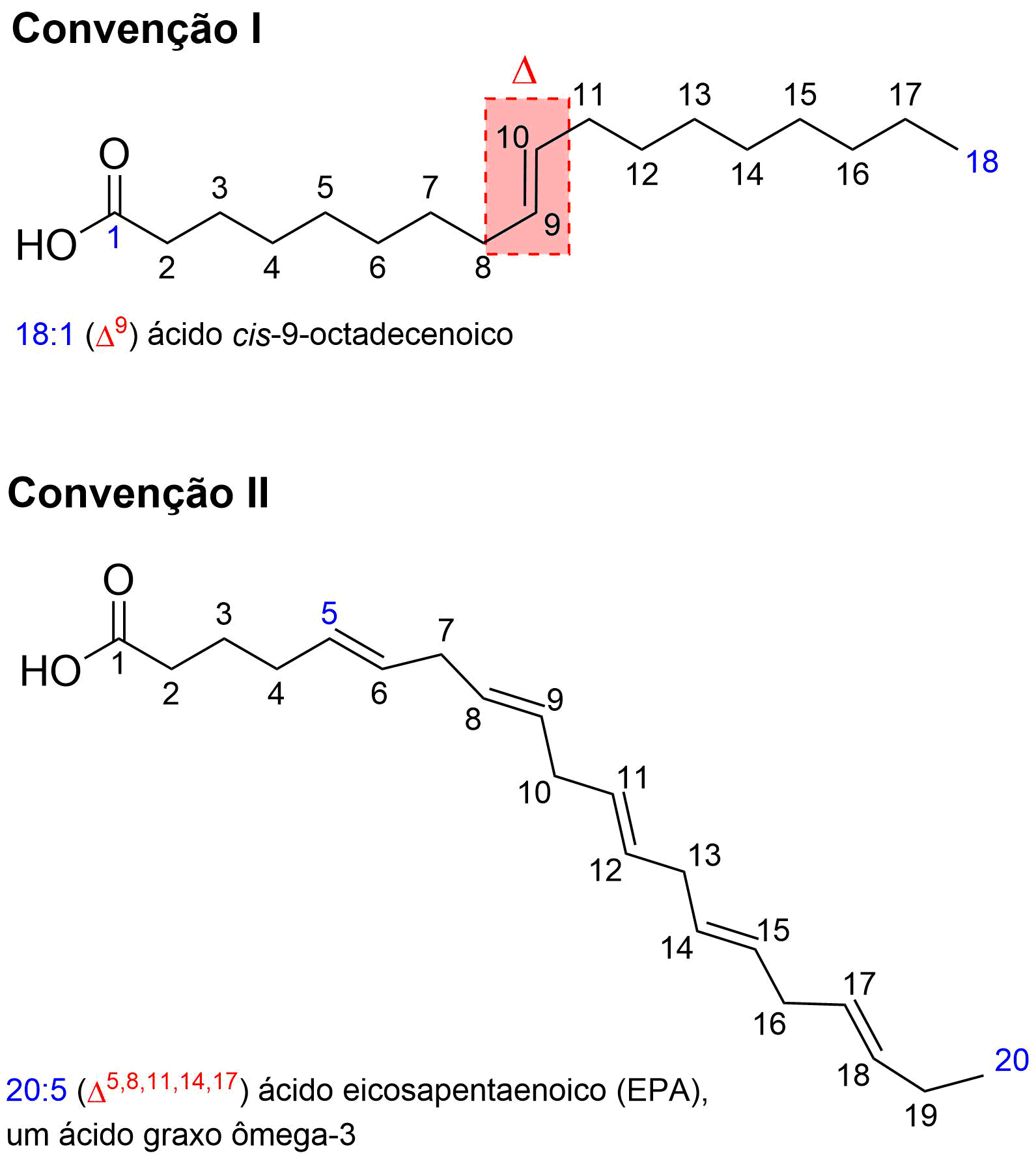
Nomenclatura dos ácidos graxos

## Ocorrência
- Os ácidos graxos insaturados são mais comumente encontrados na gordura vegetal, enquanto os saturados são mais encontrados em gordura animal.
- São encontrados em materiais elaborados pelos organismos, denominados lipídeos. Os lipídeos são ésteres combinados ou não a outros tipos de moléculas.

### Derivados
- Lipídeos: glicerídeos, cerídeos, fosfatídeos, cerebrosídios, esfingolipídios, fosfolipídios
- Óleos: gorduras, sabões, detergentes, xampus, ceras, margarinas
- Ésteres: flavorizantes, sais orgânicos.

### Síntese de ácido graxo
As vias para a síntese do lipídio são endergônicas(quando é necessário a adição de uma energia a partir de uma fonte externa, a absorvendo)  e de caráter redutor, pois utiliza o NADH, um transportador de elétrons reduzidos, como fonte redutora.  A síntese de ácido graxo (em mamíferos) ocorre no fígado. Cabe lembrar que a síntese de ácido graxo e a sua oxidações ocorrem em "compartimentos" diferentes; a síntese de ácido graxo ocorre no citosol.  Primeiramente, o ácido graxo sintase precisa conter malonil e acetil que são provenientes respectivamente do malonil-CoA e acetil-CoA. Então carregados com os grupos, são iniciadas as reações que dão origem a cadeira de ácido graxo com as seguintes etapas: Condensação, Redução, Desidratação e Redução de dupla ligação.
Condensação: Onde ocorre a formação de acetoacetil-ACP a partir do malonil e acetil. Logo em seguida, ocorre a transferência de 2 carbonos de malonil para o acetil onde há formação de ceto-acil-ACP.
Redução: Redução de acetoacetil e formação de D-ß-hidroxibutiril-ACP. Nessa etapa é utilizado NADPH.
Desidratação: Eliminação de H2O do D-ß-hidroxibutiril-ACP e liberação de ''transΔ²butenoil-ACP''
Redução de dupla ligação: A dupla ligação de transΔ²butenoil-ACP é reduzida e ocorre formação de 4 átomos de carbono saturados.
Assim o ciclo segue, tendo no final, a sua cadeia aumentada em 2 átomos de carbono e volta para o início, onde o malonil é ligado ao grupo -SH vazio da fosfopantoteína da ACP. Quando a cadeia atingir 16C é finalizada.

### Ativação e transporte para dentro da mitocôndria
As enzimas que realizam a oxidação de ácidos graxos nas células animais estão presentes na matriz mitocondrial, sendo então necessária a entrada dos mesmos na mitocôndria.
Ácidos graxos com comprimento de cadeia de 12 carbonos ou menos podem adentrar na mitocôndria sem o auxílio de transportadores de membrana, enquanto aqueles com 14 carbonos ou mais não conseguem passar livremente através das membranas mitocondriais. Por esta razão, ácidos graxos de cadeia longa necessitam passar por 3 reações enzimáticas que ocorrem no ciclo da carnitina:
A primeira reação ocorre por ação das isoenzimas acil-CoA-sintetases que catalisam a reação:
Ácido graxo + CoA + ATP ⇌ acil-CoA graxo + AMP + 2 Pi
Um acil-CoA-graxo é formado através da catálise de uma ligação tioéster entre o grupo carboxil do ácido graxo e o grupo tiol da coenzima A. Esta reação ocorre em duas etapas, envolvendo um intermediário acil-graxo-adenilato. O íon carboxilato é adenilado pelo ATP, formando um acil-adenilato-graxo e PPi. O PPi  é hidrolisado a duas moléculas de Pi. O grupo tiol da coenzima A ataca o acil-adenilato (anidrido misto) deslocando o AMP e formando o tio éster acil-CoA-graxo.
A segunda reação do ciclo envolve os ácidos graxos destinados à oxidação mitocondrial que estão transitoriamente ligados ao grupo hidroxil da carnitina e que formarão acil-carnitina-graxo. A transesterificação dos ésteres de acil-CoA graxo para carnitina é catalisada pela carnitina aciltransferase I.
Após a formação da acil-carnitina-graxo na membrana externa ou no espaço intramembrana, ela se desloca para a matriz por difusão facilitada através de um transportador na membrana interna.
O terceiro e último passo envolve a transferência do grupo acil-graxo da carnitina para a coenzima A intramitocondrial através da carnitina-aciltransferase II. Essa mesma isoenzima regenera o acil-CoA graxo e o libera juntamente com a carnitina livre, que irá então retornar ao espaço intramembrana pelo mesmo transportador.
Dois reservatórios de coenzima A e acil-CoA graxo são ligados por este processo de transferência de ácidos graxos: um localizado no citosol e outro na mitocôndria. O primeiro é utilizado na degradação oxidativa do piruvato, de ácidos graxos e alguns aminoácidos, enquanto o segundo atua na biossíntese de ácidos graxos. O acil-CoA graxo no reservatório citosólico pode ser utilizado na síntese de lipídeos de membrana ou ser transportado para dentro da matriz mitocondrial para oxidação e produção de ATP. A conversão ao éster de carnitina compromete a porção acil-graxo com destino oxidativo. O processo de entrada mediado por canitina é o passo limitante para oxidação de ácidos graxos na mitocôndria, sendo um ponto de regulação.